# 霊鷲山
霊鷲山（りょうじゅせん、名称については後述）は、インドのビハール州のほぼ中央に位置する山。現在のラージギルの東方にあるSaila-giriの南面の山腹にあり、北緯25度0分7秒 東経85度26分48秒 / 北緯25.00194度 東経85.44667度座標: 北緯25度0分7秒 東経85度26分48秒 / 北緯25.00194度 東経85.44667度にある。現在はチャタ（Chata）山と呼ばれている。
釈迦の在世当時では、マガダ国の首都だった王舎城（ラージャグリハ）の東北、ナイランジャナー（尼連禅河＝にれんぜんが）の側にある小高い山である。
この山は長らくの間、場所も忘れられていたが、1903年（明治36年）1月14日朝、大谷光瑞が率いる第1次大谷探検隊が朝日に照らされたこの山を仏典上の霊鷲山と同一と確定した。数年後のインド考古局第3代目の長官ジョン・マーシャルの調査によって国際的に承認された。
かつてビンビサーラ王も、車を降りてその参道を登ったといい、王の要請により布薩制（ふさつ、懺悔の儀式）を設けられた。

## 名称
原語では
- 梵: Gṛdhrakūṭa（グリドラクータ）
- 巴: Gijjhakūṭa（ギッジャクータ）

中国や日本では
- 音写：耆闍崛山（ぎじゃくっせん）、祇闍崛山、等他
- 他の訳：鷲峰山（じゅほうせん）、霊頭山、鷲頭山、鷲台、等他
- 略記：霊山（りょうぜん）

太字は、よく表記されるもの。
原語のグリドラあるいはギッジャとはハゲワシのことである。この山のかたちが、空に斜めに突き出すようになっておりしかも頂上部がわずかに平らになっていてハゲワシの首から上の部分（頭）によく似た形をしているから、こう名づけられたと言われている。あるいは山上に霊鷲が多いために名づけられた、との説もある。和語では“わしのみ山”ともいう。

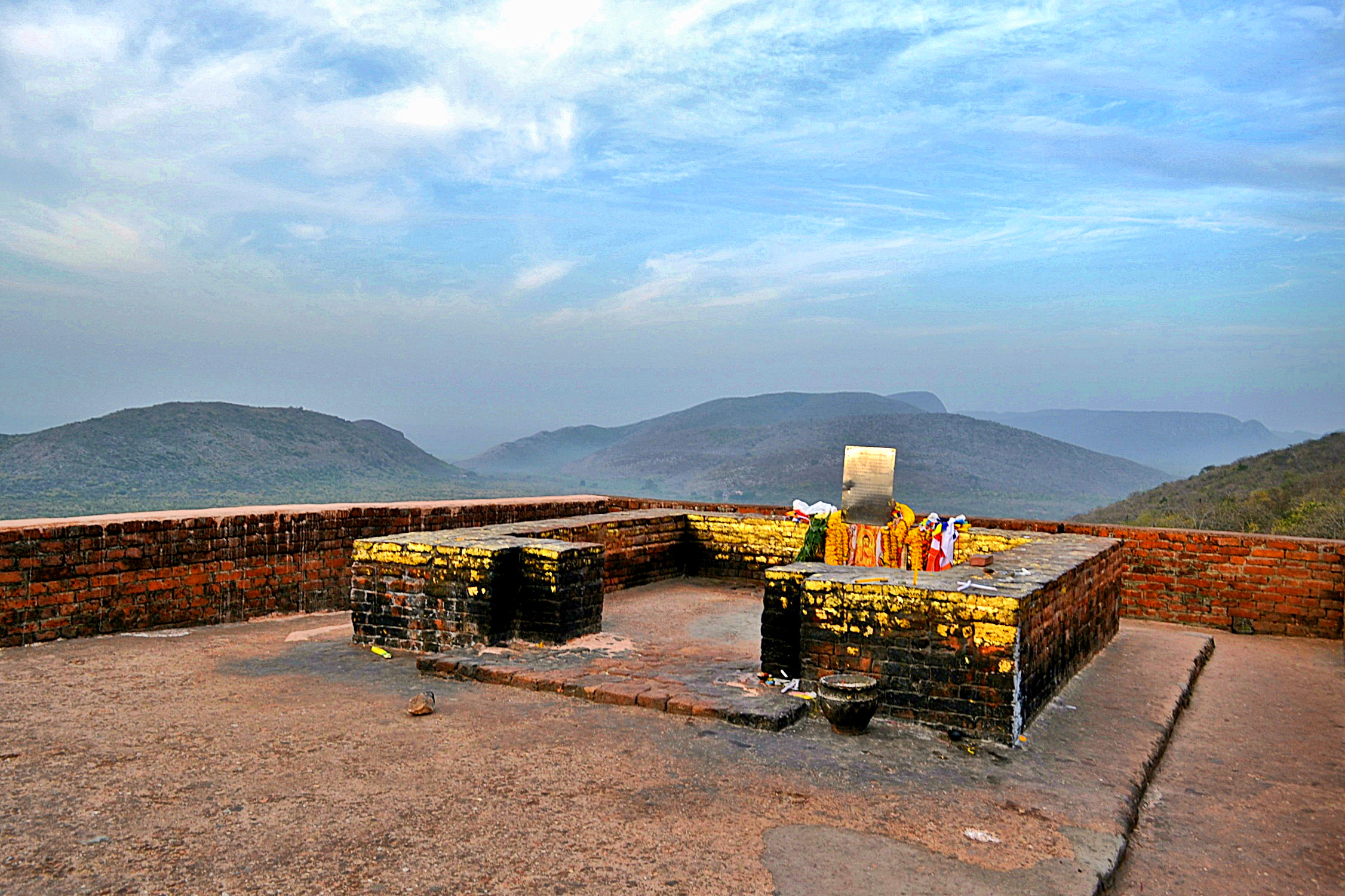
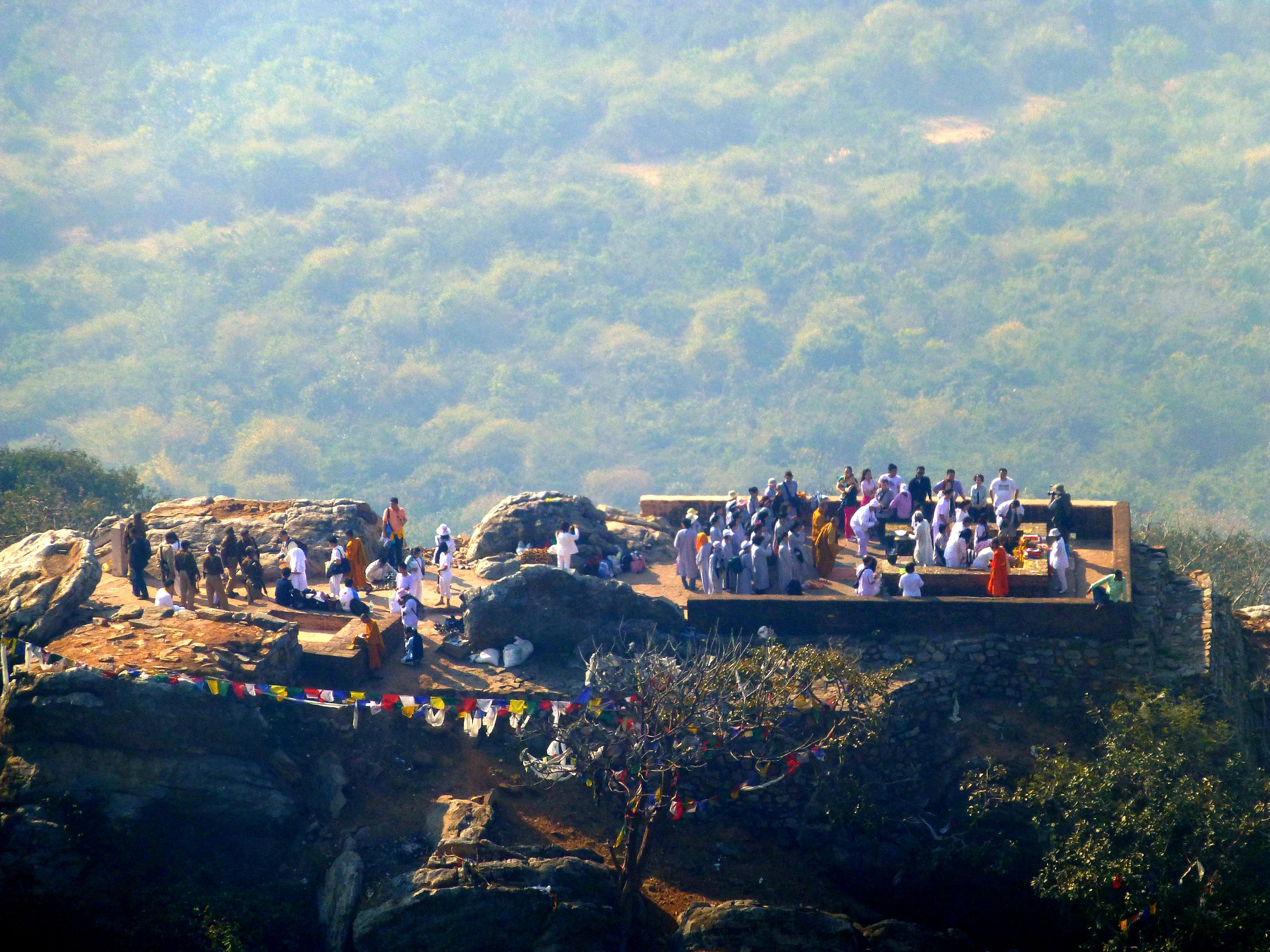

## 仏典において
大乗経典においては、釈迦が『無量寿経』や『法華経』を説いたとされる山として知られる。

### 阿含経典群における霊鷲山
釈迦の言動を記録した阿含経典群においては、釈迦が実際に霊鷲山で説法したという記録はあまりない。ただ、長阿含経『遊行経』『典尊経』『散陀那経』、並びに長部『アナタニャータ経』には釈迦が霊鷲山にいたと記されている。

### 大乗経典における霊鷲山
大乗経典では、しばしば霊鷲山が釈迦の説法の場として設定されている。
『観無量寿経』は、霊鷲山で説法していた釈迦が、説法を中断して幽閉されていた韋提希夫人のもとに現れて説いたとされている。
『法華経』もこの地が設定舞台とされている。そのため、霊山浄土、霊山会などという語が派生した。
- 霊山浄土（りょうぜんじょうど） - 霊鷲山は報身の釈迦如来が法華経を説いた浄土とすることからいわれる。また霊山会上ともいう。もし世界が毀損しても未来永劫、釈迦仏がここに常住して法を説くことを意味する。日蓮宗では、法華行者の要期すべき浄土であるとする。この浄土の相（変相図）を描写するものを霊山浄土変という。法隆寺金堂の四仏浄土変の中、釈迦浄土変の如きをこれとする。
- 霊山会（りょうぜんえ） - 霊鷲山において釈迦如来が法華経を説いた会座のこと。江戸時代に、浄土真宗の本願寺派はこれにちなんで、毎年5月に京都の洛東にある高台寺付近の霊山に集って詩歌などを作って詠む会合があり、これを霊山会と呼んでいた。

空海の『般若心経秘鍵』には「昔予、鷲峯説法の莚に陪って」というくだりがある。

### 霊鷲山にちなむ寺院
京都の霊山正法寺を本寺とした霊山派という時宗の一派がかつて存在した（現在は本宗に合同されている）ほか、行基が創建した奈良県の霊山寺をはじめ、この山の名前を模した寺院が日本国内に多数存在する。